# Ideal
Et ideal er noget perfekt og er ikke begrænset til et bestemt emneområde. Idealet kan være praktisk realiserbart, men det kan også være et uopnåeligt mål - en utopi - som man stræber hen imod og lader sig lede af, velvidende at man aldrig vil nå det fuldstændigt. Hvad der er idealet, afhænger af det enkelte menneskes ønske og er derfor noget subjektivt.